# Natsumi Baba
Natsumi Baba (jap. 馬場菜津美 Baba Natsumi; ur. 1 lipca 1991) – japońska zapaśniczka walcząca w stylu wolnym. Brązowa medalistka halowych igrzysk azjatyckich w 2017 roku.